# Rozgar Watmani
Rozgar Watmani, född 3 mars 1989 i Irakiska Kurdistan, är kanslichef för Socialdemokraterna i Stockholmsregionen sen 2022, och var förbundssekreterare för Sveriges socialdemokratiska ungdomsförbund (SSU) från den 3 oktober 2014 till den 9 augusti 2015.
Watmani är uppvuxen i Surahammar, Västmanlands län. Han övertog posten som förbundssekreterare efter att Ellinor Eriksson, tidigare förbundssekreterare, utsetts till förbundsordförande med anledning av att tidigare förbundsordförande Gabriel Wikström utsetts till statsråd i Stefan Löfvens regering.
Rozgar Watmani har tidigare arbetat som ombudsman i SSU Göteborg och på SSU:s centrala förbundsexpedition som organisationsutvecklare.